# Park Narodowy Hortobágy
Park Narodowy Hortobágy (węg. Hortobágyi Nemzeti Park) – założony w 1973 roku na Wielkiej Nizinie Węgierskiej, pierwszy węgierski park narodowy. Zajmujący powierzchnię 82 tys. hektarów park, jest również największym węgierskim parkiem narodowym o spójnym obszarze.
Park obejmuje obszar pierwotnego stepu puszty Hortobágy, od której park bierze swoją nazwę, obecnie sztucznie nawadniany wodami Cisy.
Dyrekcja Parku Narodowego mieści się w Debreczynie. W 1999 roku Park Narodowy Hortobágy został wpisany na Listę światowego dziedzictwa UNESCO.